# Artà
Artà är en kommun i Spanien. Den ligger i den autonoma regionen Balearerna i östra delen av landet. Antalet invånare är 8 387 (2024).  Artà ligger på ön Mallorca.